# Arabische kathaai
De Arabische kathaai (Bythaelurus alcockii) is een vissensoort uit de familie van de Pentanchidae. De wetenschappelijke naam van de soort is voor het eerst geldig gepubliceerd in 1913 door Garman.